# Die Frauen vom Gnadenstein
Die Frauen vom Gnadenstein er en tysk stumfilm fra 1921 af Robert Dinesen.

## Medvirkende
- Grete Diercks som Rose Marie Schlegel
- Olga Engl
- Leopold Gadiel
- Harry Hardt
- Erich Kaiser-Titz som Werner von Dierckhoff
- Adolf Klein som Pfarrer
- Hedwig Lehmann